# Aprendizagem precoce
Aprendizagem precoce é o termo referente à prática de cunho pedagógico que remete à capacidade extra-ordinária das crianças bem pequenas de aprenderem com maior facilidade. As crianças bem pequenas adquirem mais facilmente competências como: aprender novos idiomas, leitura, matemática, esportes, música e conhecimentos enciclopédicos.
O Campo do Early Learning (como é conhecido em inglês) foi popularizado pelo autor Glenn Doman. Os métodos de Doman, sugerem o ensino de leitura e matemática para crianças ainda muito novas e contam com milhares de relatos de mães atestando suas experiências positivas com as práticas propostas por Doman. Ainda, o professor Shinichi Suzuki tornou-se referência das idéias de Doman no campo do ensino de música para crianças.
No Brasil, o Instituto Véras divulga trabalhos realizados com crianças de cérebro lesado a partir das ideias de Glenn Doman. A editora Artes e Ofícios publica no Brasil o livro "Como Multiplicar a Inteligência do Seu Bebê" de Glenn Doman.